# Gattolino
Gattolino è una frazione del comune di Bagnolo Cremasco.
Al censimento del 21 ottobre 2001 contava 84 abitanti.

## Geografia fisica
La località è sita a 78 metri sul livello del mare.

## Storia
Il Territorio di Crema fu occupato dai rivoluzionari francesi nel 1796 ed annesso alla Repubblica Cisalpina nel 1797. L’integrazione amministrativa delle ex province veneziane, che non avevano neppure precedentemente fatto parte dell’Impero, nello Stato milanese non fu semplice, data la marcata differenza dei due sistemi legali. Assegnare ad ogni località la condizione di comune o di frazione, non fu sempre ovvio, essendoci talvolta delle autorità superiori ed inferiori. L’abitato di Gattolino fu inserito nel comune amministrativo di Bagnolo Cremasco, ma gli fu riservato una specificità ai fini catastali, individuandolo come un comune censuario.